# Gog (woreda)
Pour les articles homonymes, voir Gog.
Gog est un woreda de la zone Anuak de la région Gambela, en Éthiopie.
Il compte 16 836 habitants au recensement de 2007.
Limitrophe du Soudan du Sud, il abrite depuis 1993 le camp de réfugiés de Pugnido.

## Situation
Limité au sud-ouest par la rivière Akobo qui le sépare du Soudan du Sud, le woreda Gog est entouré dans les autres directions par des woredas qui font partie comme lui de la zone Anuak de la région Gambela. Toutefois sa pointe orientale atteint le woreda Mengesh dans la zone Mezhenger sur une courte distance.
|                 | Abobo |                     |
| Jor             | Gog   | Mengesh (Mezhenger) |
| (Soudan du Sud) | Dimma |                     |

Pinyudo, ou Pigniwedo, le centre administratif du woreda, se trouve à moins de 500 m d'altitude, au bord du Gilo, une centaine de kilomètres au sud-ouest de la capitale régionale Gambela.
Un village appelé Gog se trouve à une trentaine de kilomètres à l'est de Pinyudo.

## Histoire
Comme la majeure partie de la zone Anuak, le territoire du woreda se trouvait au XXe siècle dans l'awraja Gambela de la province Illubabor dissoute en 1995.
Le camp de réfugiés de Pugnido ouvert en 1993 abrite encore 43 033 réfugiés Sud-Soudanais en 2020. Pugnido se situe à quelques kilomètres au nord du centre administratif Pinyudo.

## Démographie
Au recensement de 2007, le woreda Gog compte 16 836 habitants et 33 % de sa population est urbaine.
La majorité des habitants (78 %) sont protestants, 15 % sont orthodoxes et 3 % sont catholiques.
La population urbaine se compose des 5 617 habitants de Pigniwedo.
Avec une superficie de 3 250 km2[réf. souhaitée], la densité de population du woreda est de 5 personnes par km2.
En 2022, la population du woreda Gog est estimée, par projection des taux de 2007, à 17 826 personnes.